# ファン・ウランゴ
ファン・ウランゴ（Juan Fernando Urango Rivas、男性、1980年10月4日 - ）は、コロンビアのプロボクサー。コルドバ県モンテリーナ出身。元IBF世界スーパーライト級王者。

## 来歴
2002年4月30日、コロンビアでプロデビュー。
2004年8月5日、アメリカのフロリダ州でNABO北米スーパーライト級王座決定戦でマイク・アルノーティス（アメリカ）と対戦し、1-0の判定ドローで王座獲得ならず。デビューからの連勝は13で止まった。
2006年6月30日、アメリカのフロリダ州でIBF世界スーパーライト級王座決定戦でナオウフェル・ベン・ラバー（オーストラリア）と対戦し、3-0の判定勝ちで王座を獲得した。
2007年1月20日、アメリカのネバダ州でリッキー・ハットン（イングランド）と初防衛戦で対戦し、0-3の大差判定負けで王座から陥落しキャリア初黒星となった。
2008年4月23日、アメリカのフロリダ州でIBF世界スーパーライト級王座挑戦者決定戦でカルロス・ウィルフレド・ビルチェス（アルゼンチン）と対戦し、4回KO勝ちで王座挑戦権を獲得した。
2009年1月30日、カナダのケベックでIBF世界スーパーライト級王座決定戦でハーマン・ヌゴージョ（カナダ）と対戦し、3-0の判定勝ちで王座に返り咲いた。
2009年5月30日、アメリカのフロリダ州でIBF世界スーパーライト級王座は保持したままWBC世界ウェルター級王者アンドレ・ベルト（アメリカ）に挑戦し、0-3の判定負けで2階級制覇ならず。
2009年8月28日、フロリダ州ハリウッドのハードロック・ホテル&カジノで1位ランドール・ベイリー（アメリカ）と対戦。6回にダウンを喫するとともに右目をカットしたが、9回に2度、10回に1度のダウンを奪い返し、11回1分51秒、ベイリーの棄権によりTKO勝利でIBF世界スーパーライト級王座の初防衛に成功した。
2010年3月6日、アメリカのフロリダ州でWBC世界スーパーライト級王者デボン・アレクサンダーと王座統一戦で対戦し、8回TKO負けで王座から陥落した。
2012年4月26日、約2年1ヶ月ぶりの試合。メキシコで復帰戦を行い2回KO勝利を収める。

## 獲得タイトル
- 第18代IBF世界スーパーライト級王座（防衛0度）
- 第22代IBF世界スーパーライト級王座（防衛1度）